# 31934 Benjamintan
31934 Benjamintan è un asteroide della fascia principale. Scoperto nel 2000, presenta un'orbita caratterizzata da un semiasse maggiore pari a 2,3517758 UA e da un'eccentricità di 0,1907855, inclinata di 3,39386° rispetto all'eclittica.